# Oshima Ryota
Oshima Ryota (大島 僚太, sinh ngày 23 tháng 1 năm 1993) là một cầu thủ bóng đá người Nhật Bản thi đấu cho Kawasaki Frontale.

## Sự nghiệp quốc tế
Oshima là thành viên của đội tuyển đã giành quyền tham dự Rio 2016 sau khi vô địch Giải vô địch bóng đá U-23 châu Á. Sau thành tích đó, Oshima được triệu tập vào Nhật Bản ngày 26 tháng 5 để tham dự Kirin Cup 2016.
Vào tháng 5 năm 2018 anh có tên trong đội hình sơ loại của Nhật Bản Giải vô địch bóng đá thế giới 2018 ở Nga.

## Thống kê sự nghiệp

### Câu lạc bộ
Cập nhật đến ngày 22 tháng 2 năm 2019.
| Câu lạc bộ        | Mùa giải | Giải vô địch | Giải vô địch | Cúp Hoàng đế Nhật Bản | Cúp Hoàng đế Nhật Bản | J. League Cup | J. League Cup | AFC     | AFC       | Khác    | Khác      | Tổng    | Tổng      |
| Câu lạc bộ        | Mùa giải | Số trận      | Bàn thắng    | Số trận               | Bàn thắng             | Số trận       | Bàn thắng     | Số trận | Bàn thắng | Số trận | Bàn thắng | Số trận | Bàn thắng |
| ----------------- | -------- | ------------ | ------------ | --------------------- | --------------------- | ------------- | ------------- | ------- | --------- | ------- | --------- | ------- | --------- |
| Kawasaki Frontale | 2011     | 9            | 0            | 1                     | 0                     | 4             | 0             | -       | -         | -       | -         | 14      | 0         |
| Kawasaki Frontale | 2012     | 20           | 3            | 3                     | 0                     | 3             | 0             | -       | -         | -       | -         | 26      | 3         |
| Kawasaki Frontale | 2013     | 12           | 0            | 1                     | 0                     | 4             | 0             | -       | -         | -       | -         | 17      | 0         |
| Kawasaki Frontale | 2014     | 28           | 0            | 2                     | 0                     | 4             | 1             | 7       | 1         | -       | -         | 41      | 2         |
| Kawasaki Frontale | 2015     | 28           | 0            | 3                     | 1                     | 2             | 0             | -       | -         | -       | -         | 33      | 1         |
| Kawasaki Frontale | 2016     | 24           | 2            | 2                     | 0                     | 0             | 0             | -       | -         | -       | -         | 26      | 2         |
| Kawasaki Frontale | 2017     | 25           | 1            | 1                     | 0                     | 2             | 0             | 6       | 0         | -       | -         | 34      | 1         |
| Kawasaki Frontale | 2018     | 29           | 2            | 0                     | 0                     | 2             | 0             | 4       | 0         | 1       | 0         | 36      | 1         |
| Tổng              | Tổng     | 175          | 8            | 13                    | 1                     | 19            | 1             | 13      | 1         | 1       | 0         | 227     | 11        |

## Danh hiệu

### Câu lạc bộ
- J1 League (1): 2017

### Quốc tế
U-23 Nhật Bản
- Giải vô địch bóng đá U-23 châu Á: 2016